# Chrysalis Records
Chrysalis Records é uma gravadora criada em 1969. O nome é uma junção do nome de seus fundadores, Chris Wright e Terry Ellis.
A Chrysalis foi formada através de um acordo com Island Records de Chris Blackwell, baseado no sucesso de bandas como Jethro Tull e Procol Harum, que eram promovidos pelo selo.
No final dos anos 1970 sua a subsidiária 2Tone Records lançou grupos como The Specials, The Selecter, Madness e The Beat. Também propagou projetos experimentais como o influente Dub Housing, disco da banda pós-punk Pere Ubu.
Nos anos 1980 a Chrysalis se colocou na frente do movimento britânico New Romantic, com bandas como Spandau Ballet e Ultravox (através do selo Reformation Records).
A Chrysalis Records foi vendida para a EMI em 1991 e foi usada apenas para os lançamentos de Robbie Williams, com o catálogo e artistas como Starsailor realocados para outros selos da EMI. Em 2013 quase todo o catálogo da gravadora foi transferido para a Parlophone Records durante a aquisição desta pela Warner Music Group, exceto alguns artistas e bandas como Billy Idol e Blondie, cujos álbuns lançados na Chrysalis passaram a integrar o catálogo da Capitol Records, adquirida no mesmo ano pela Universal Music Group.

## Artistas
- Armored Saint
- Belinda Carlisle
- Billy Idol
- Blondie
- Boo Hewerdine/The Bible
- Carter USM
- Enrique Bunbury
- Rory Gallagher
- Gang Starr
- Generation X
- Gentle Giant
- Huey Lewis and the News
- Ian Hunter
- Icehouse
- Jethro Tull
- Judie Tzuke
- June Tabor
- Karlheinz Stockhausen
- Leo Kottke
- Mary Travers
- Mutha's Day Out
- Nick Gilder
- Pat Benatar
- Paul Carrack
- Pere Ubu
- Ramones (1989 - 2006)
- Robbie Williams
- Robin Trower
- Sinéad O'Connor
- Steeleye Span
- Stiff Little Fingers
- Ten Years After
- The Babys
- The Michael Schenker Group
- The Waterboys
- UFO
- Ultravox
- Vinnie Vincent Invasion
- Was (Not Was)
- Waysted